# 馬自達Persona
馬自達Persona（日语：マツダ・ペルソナ）是日本馬自達於1988年至1992年間生產發售的四門無B柱硬頂型（pierless hardtop）轎車，其兄弟車為運動化設定的Eunos 300，而競爭對手則為豐田Carina ED。
馬自達投注很多心血在這部車的內裝鋪陳，上市初期的汽車目錄樣本中刊載了許多內裝照片，當時也因而被汽車雜誌評論為「讓助手席坐著好女人四處遊車河的汽車」。這部車包括下列特徵：
- 點煙器和煙灰缸都是選購品，刻意塑造成禁煙車的形象在當時造成話題。
- 車頭的廠徽標誌採用「七寶燒」工法（一種下為金銀銅等金屬、上為釉料，以800度的高溫燒製而成的日本工藝技法）製成。
- 相當重視車室內裝，沒有手套箱，取而代之的是助手席下方有一個收納用的箱子。
- 舒適感近似貴賓室沙發的後座。
- 由於沒有B柱，前座安全帶的設計相當特殊，其緊縮器主體藏在後門內，前座頭枕側邊裝置了一個固定扣環引導織帶通過，後繼車款MS-8也承襲了這種特殊的設計。
- 後座的扶手屬於獨立可拆卸式。
- 1988年獲得日本講談社出版的《Best Car汽車雜誌》頒發「年度最佳汽車內裝獎」。

此外，前期型車款搭載1.8L直列四缸SOHC F8型與2.0L直列四缸DOHC FE型兩種引擎，但到了1990年3月小改款時1.8L引擎則改為DOHC設計的F8-DE型，馬力大為提升，並增加新車色，且將駕駛座電動座椅列為標準配備。1992年3月停產，改由後繼車MS-8登場。

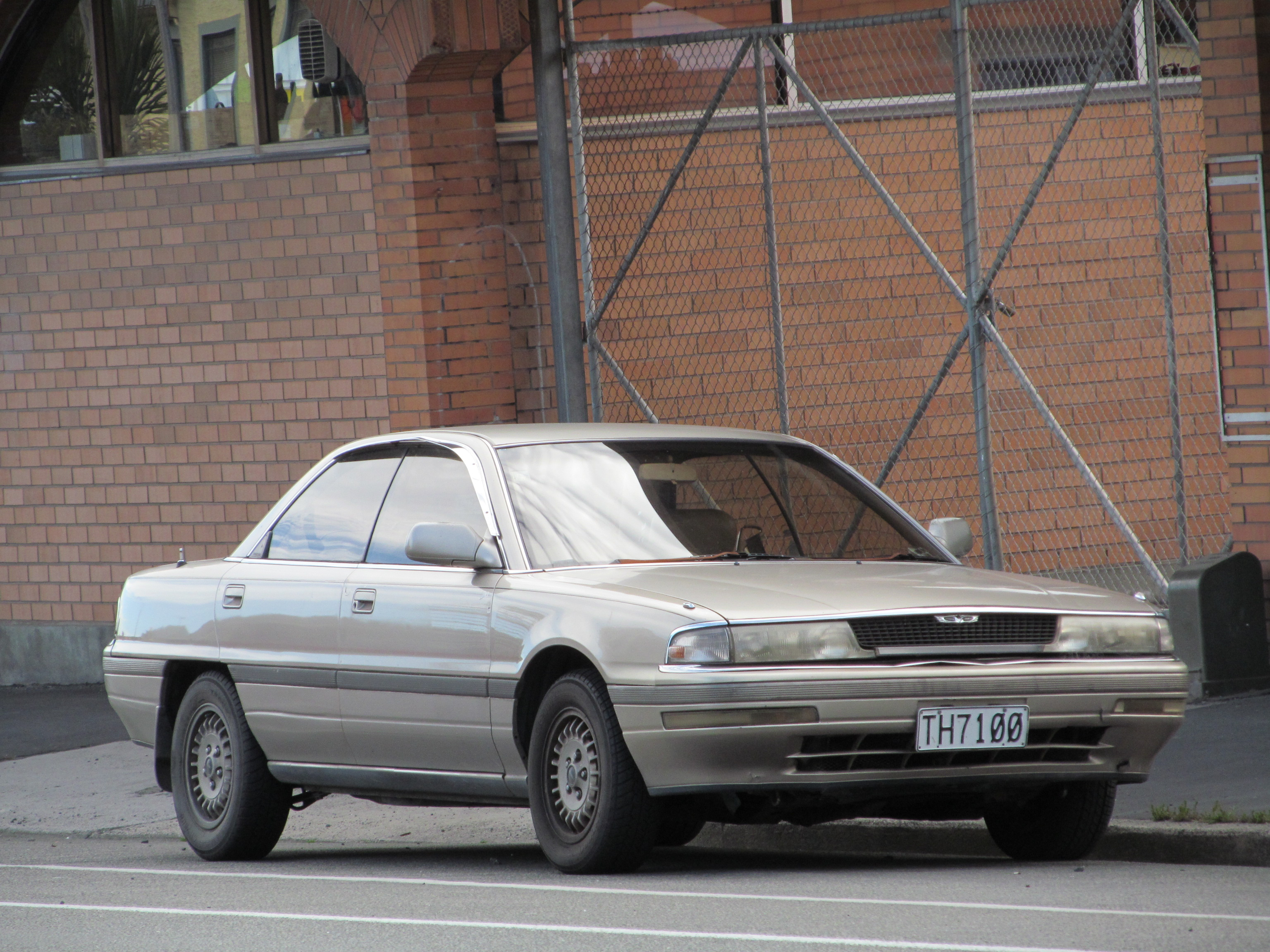

## 外部連結
- （日語）Gazoo.com - 1989年 マツダ ペルソナ